# Castañeda (paroisse civile)
Pour les articles homonymes, voir Castañeda.
Castañeda est l'une des dix-sept paroisses civiles de la municipalité de Torres dans l'État de Lara au Venezuela. Sa capitale est Atarigua.

## Géographie

### Démographie
Hormis sa capitale Atarigua, la paroisse civile comporte plusieurs localités, dont :
- Atarigua
- El Hipopal
- Mamonal
- San Pablo